# Sociální kuratela pro děti a mládež
Sociální kuratela pro děti a mládež je činnost, která spočívá v provádění opatření, která směřují k odstranění, zmírnění nebo zastavení poruch běžného vývoje dítěte. Zabývá se dětmi s výchovnými problémy a dětmi, které páchají trestnou činnost. Je prováděna kurátory pro děti a mládež, kteří pracují na obecních úřadech obcí s rozšířenou působností.  
Sociální kuratela se zaměřuje zejména na:
- analyzování situace v oblasti patologických jevů u dětí a mládeže a navrhování preventivních opatření,
- účast při přestupkovém a trestním řízení vedeném proti mladistvému a řízení o činech jinak trestných u dětí mladších 15 let,
- návštěvy dětí a mladistvých umístěných v ústavních zařízeních a jejich rodičů,
- spolupráci s Probační a mediační službou,
- pomoc dětem a mladistvým propuštěným z ústavní výchovy, ochranné výchovy nebo mladistvým propuštěným z výkonu trestu odnětí svobody, aby se co nejlépe začlenili zpět do rodiny a společnosti a aby se zamezilo opakování protiprávní činnosti,
- zajištění navazující péče mladistvým i po dosažení zletilosti.[2]

## Děti vyžadující zvýšenou pozornost
Sociální kurátoři se věnují zejména dětem, které vedou zahálčivý či nemravný způsob života, což se projevuje zejména tím, že: 
- zanedbávají školní docházku,
- nenavštěvují školu a zároveň nepracují, přestože nemají dostatečný zdroj obživy,
- požívají alkoholické nápoje nebo jiné návykové látky,
- živí se prostitucí,
- spáchaly čin, který by byl trestným činem, ale není jím z důvodu jejich věku (děti mladší 15 let) nebo
- opakovaně utíkají od rodičů nebo jiných osob odpovědných za jejich výchovu.[3]

## Působnost v oblasti péče o děti vyžadujícími zvýšenou pozornost

### Obecní úřad
Obecní úřad věnuje pozornost využívání volného času dětí a nabízí jim volnočasové programy s ohledem na jejich zájmy a možnosti, zaměřuje se na děti vyhledávající kontakt s lidmi, kteří požívají alkohol a jiné návykové látky nebo páchají trestnou činnost, sleduje u dětí projevy nesnášenlivosti a násilí, spolupracuje se školami a různými organizacemi a zabraňuje rozšiřování nevhodných sociálních vlivů na ostatní děti.

### Obecní úřad obce s rozšířenou působností
Obecní úřad obce s rozšířenou působností má působit proti opakovaným poruchám v chování a jednání dětí, zvláštní pozornost věnuje dětem, které spáchaly trestný čin, pomáhá dětem překonávat problémy, které by mohly vést k jejich zhoršenému chování.

### Sociální kurátoři
Sociální kurátoři jsou zaměstnanci obce s rozšířenou působností. Jsou v osobním kontaktu s dětmi i jejich rodiči, případně s jinými osobami odpovědnými za jejich výchovu, působí na děti podle druhu a povahy poruchy jejich chování, řeší problémy dítěte v jeho přirozeném prostředí. Dále se účastní ústního jednání o přestupcích a alespoň jednou za 3 měsíce navštěvují dítě, které je ve výkonu vazby nebo trestu odnětí svobody.

## Odpovědnost dětí za protiprávní činy
Zákon o soudnictví ve věcech mládeže používá pojmu mládež pro označení dětí a mladistvých, dítětem je ten, kdo nedovršil 15 let, dále stanoví označení pro děti mezi 15 a 18 rokem jako mladiství. Za protiprávní čin je zde označeno provinění, trestný čin nebo čin jinak trestný. Trestný čin spáchaný mladistvým je zde označován jako provinění a trestem za provinění je opatření. Soudnictví ve věcech mládeže je postaveno na základních zásadách, mezi které patří zejména:
- ohled na osobu pachatele a přiměřenost opatření,
- výchovné působení celého řízení a všech použitých opatření,
- důsledné objasnění okolností,
- rychlost řízení,
- ochrana soukromí dítěte a
- ochrana poškozeného.[7]

Děti mladší 15 let nejsou trestně odpovědné, ale pokud se dopustí činu, který by byl jinak považován za trestný, je možné použít opatření, kterými jsou dohled probačního úředníka, ochranná výchova nebo zařazení do terapeutického, psychologického nebo jiného výchovného programu.

### Opatření
Soud neukládá dětem tresty, ale opatření. Ta mají napomáhat k vytváření příznivých podmínek pro další vývoj mladistvých, u jejich ukládání převažuje výchovný prvek působení na mladistvého. Opatření mohou být výchovná, ochranná a trestná. 

#### Výchovná opatření
Výchovná opatření je možné mladistvému uložit již v průběhu trestního řízení, pokud s tím mladistvý souhlasí a pokud je to proveditelné. Je možné uložit je i vedle trestního nebo ochranného opatření. Účelem výchovných opatření je usměrnit způsob života mladistvého a předejít spáchání dalších provinění.  Do výchovných opatření patří dohled probačního úředníka, probační program, výchovná omezení, výchovné povinnosti a napomenutí s výstrahou.

#### Ochranná opatření
Účelem ochranných opatření je pozitivně ovlivnit sociální, mravní a duševní vývoj mladistvého a zároveň chránit společnost před dalšími proviněními. Těmito opatřeními jsou ochranné léčení, zabezpečovací detence, zabrání věci a ochranná výchova.

#### Trestní opatření
Trestní opatření musí napomáhat k vytváření vhodných podmínek pro další vývoj mladistvého a respektovat lidskou důstojnost. Trestním opatřením jsou odnětí svobody (podmíněně či nepodmíněně), vyhoštění, zákaz činnosti, propadnutí věci, peněžité opatření, domácí vězení, zákaz vstupu na sportovní, kulturní a jiné společenské akce a obecně prospěšné práce.